# Broomosuchus
Broomosuchus es un género extinto de sinápsido no-mamífero.